# Winston Lackin
Winston Guno Lackin (Nickerie, 23 december 1954 - Suriname, 11 november 2019) was een Surinaams politicus. Hij was van 2010–2015 minister van Buitenlandse Zaken.

## Levensloop
Winston Lackin is geboren in Nickerie en heeft de Algemene Middelbare School gevolgd in Paramaribo om vervolgens een licentiaat in rechten te behalen aan de Anton de Kom Universiteit van Suriname.
Van 1983 tot en met 2010, met een onderbreking in 1985, is Lackin werkzaam geweest voor het ministerie van Buitenlandse Zaken. Van deze periode was hij tussen 1991 en 1994 Eerste Secretaris op de ambassade van Suriname in Brazilië en tussen 1997 en 2000 Counselor in Brussel (België). Tussen 1984 en 1986 volgde hij ter voorbereiding op een diplomatieke carrière een opleiding aan het Rio Branco Institute. 
Lackin was lid van de Nationaal Democratische Partij. Bij de verkiezingen van 2010 was hij spindoctor van de partij en vertrouweling van Desi Bouterse. Van 2010 tot 2015 was hij minister van Buitenlandse Zaken. In maart 2016 werd hij benoemd tot raadsadviseur. Daarnaast was hij nationaal milieucoördinator en in het buitenland ambassadeur voor milieuaangelegenheden.
Lackin was in Colombia voor behandeling, maar overleefde zijn ziekte niet. Hij overleed thuis en werd 64 jaar.